# Gran Premio di Germania 1984
Il Gran Premio di Germania 1984 è stata l'undicesima prova della stagione 1984 del Campionato mondiale di Formula 1. Si è corsa domenica 5 agosto sul circuito del Hockenheimring ed è stato vinto dal francese Alain Prost su McLaren-TAG Porsche; per il vincitore fu il tredicesimo successo nel mondiale. Ha preceduto sul traguardo il compagno di scuderia, l'austriaco Niki Lauda, e il britannico Derek Warwick su Renault. Per Warwick fu il quarto, e ultimo, podio nel mondiale.

## Vigilia

### Sviluppi futuri
In seguito ai gravi incidenti in cui erano rimasti vittime, nelle ultime settimane, Martin Brundle e Johnny Cecotto, la FISA elaborò alcune proposte, al fine di rendere più sicure le monoposto. Venne suggerita l'introduzione di un crash-test per le vetture, mentre, per ridurre la potenza dei propulsori venne ipotizzato l'utilizzo di una benzina da 98 ottani, fornita dalla stessa FISA.

### Aspetti tecnici
La Brabham, dopo alcuni test sull'Österreichring decise di tornare, definitivamente alla vecchia versione delle sospensioni; l'Arrows dotò invece, del nuovo modello di sospensioni, anche la vettura affidata a Marc Surer. La Renault portò anche per Patrick Tambay una vettura con telaio interamente in carbonio, come già sperimentato per Warwick. La Ferrari propose una versione diversa della sua monoposto, con una nuova sospensione anteriore e un nuovo estrattore d'aria. I piloti optarono però per la vecchia vettura. Altre modifiche vennero portate da Osella, Toleman e Alfa Romeo. Sull'ATS venne allungato il passo di 7 centimetri.
La Goodyear portò per la Lotus un nuovo tipo di pneumatici.

### Aspetti sportivi
La FISA creò un Consiglio permanente dei piloti di Formula 1. A capo della struttura venne posto Niki Lauda, coadiuvato da Nelson Piquet, Derek Warwick, Alain Prost, Michele Alboreto e Thierry Boutsen. Questa struttura portò alla definitiva dissoluzione della PRDA.
La Toleman impiegò solo una vettura, per Ayrton Senna, decidendo di non sostituire l'infortunato Cecotto. Teo Fabi concluse il suo impegno nelle gare nordamericane, e venne così impiegato, fino al termine della stagione, alla Brabham.
A seguito delle decisioni prese dalla FISA prima del Gran Premio di Brands Hatch la Tyrrell poté partecipare a questo gran premio solo perché aveva depositato un ricorso al Tribunale d'Appello della FIA. Fino alla decisione finale di tale Tribunale al scuderia britannica venne ammessa sub judice. La scuderia di Ken Tyrrell sostituì Stefan Bellof, impegnato nella 1000km di Mosport, col neozelandese Mike Thackwell, neocampione della Formula 2. Thackwell aveva già disputato, in stagione, il GP del Canada, con la RAM.

## Qualifiche

### Resoconto
Nella sessione del venerdì il più veloce fu Elio De Angelis, che precedette di circa mezzo secondo Derek Warwick. Nelson Piquet e Niki Lauda, molto attesi dal pubblico di casa in quanto su vetture motorizzate da costruttori tedeschi, chiusero col terzo e quarto tempo, davanti ad Ayrton Senna. De Angelis, con gomme Goodyear, precedette ben 5 piloti che utilizzavano gomme Michelin. De Angelis, però, al termine della prima giornata di prove, escluse la possibilità di essere competitivo anche in gran premio, proprio per la minore affidabilità delle gomme da gara. Keke Rosberg ottenne il ventisettesimo, e ultimo tempo, per un problema al motore, pur risultando il pilota con la velocità di punta più alta.
La pioggia della mattina del sabato fece temere che la pista rimanesse umida e quindi troppo lenta per consentire ai piloti di migliorare i tempi della sessione del venerdì. Grazie al sole del pomeriggio, gli ultimi minuti della sessione furono utilizzati dai piloti per cercare la pole position. De Angelis migliorò di 53 millesimi rispetto al tempo del venerdì, ma venne battuto da Alain Prost, che colse anche il record sul giro.
L'altro pilota della McLaren, Niki Lauda, a causa delle gomme troppo fredde, effettuò un testacoda nel suo tentativo migliore, a cui seguì la rottura del motore, che gli impedì di migliorare i tempi. L'austriaco partì solo col settimo tempo, preceduto anche da Derek Warwick, Patrick Tambay, Nelson Piquet e Michele Alboreto. L'unico non qualificato risultò Mike Thackwell, della Tyrrell. La scuderia britannica, che comunque partecipava sub judice alla gara, chiese ai commissari di consentire al pilota neozelandese di partecipare alla gara, come concesso a Jo Gartner al gran premio precedente. I commissari condizionarono la partecipazione all'accordo con tutte le altre scuderie. La Ferrari rifiutò di concedere il via a Thackwell.

### Risultati
I risultati delle qualifiche furono i seguenti:
| Pos | N° | Pilota             | Costruttore           | Tempo    | Griglia |
| --- | -- | ------------------ | --------------------- | -------- | ------- |
| 1   | 7  | Alain Prost        | McLaren-TAG Porsche   | 1'47"012 | 1       |
| 2   | 11 | Elio De Angelis    | Lotus-Renault         | 1'47"065 | 2       |
| 3   | 16 | Derek Warwick      | Renault               | 1'48"382 | 3       |
| 4   | 15 | Patrick Tambay     | Renault               | 1'48"425 | 4       |
| 5   | 1  | Nelson Piquet      | Brabham-BMW           | 1'48"584 | 5       |
| 6   | 27 | Michele Alboreto   | Ferrari               | 1'48"847 | 6       |
| 7   | 8  | Niki Lauda         | McLaren-TAG Porsche   | 1'48"912 | 7       |
| 8   | 2  | Teo Fabi           | Brabham-BMW           | 1'49"302 | 8       |
| 9   | 19 | Ayrton Senna       | Toleman-Hart          | 1'49"395 | 9       |
| 10  | 28 | René Arnoux        | Ferrari               | 1'49"857 | 10      |
| 11  | 26 | Andrea De Cesaris  | Ligier-Renault        | 1'50"117 | 11      |
| 12  | 5  | Jacques Laffite    | Williams-Honda        | 1'50"511 | 12      |
| 13  | 14 | Manfred Winkelhock | ATS-BMW               | 1'50"686 | 13      |
| 14  | 17 | Marc Surer         | Arrows-BMW            | 1'51"475 | 14      |
| 15  | 18 | Thierry Boutsen    | Arrows-BMW            | 1'51"551 | 15      |
| 16  | 12 | Nigel Mansell      | Lotus-Renault         | 1'51"715 | 16      |
| 17  | 25 | François Hesnault  | Ligier-Renault        | 1'51"872 | 17      |
| 18  | 23 | Eddie Cheever      | Alfa Romeo            | 1'51"950 | 18      |
| 19  | 6  | Keke Rosberg       | Williams-Honda        | 1'52"003 | 19      |
| 20  | 22 | Riccardo Patrese   | Alfa Romeo            | 1'52"769 | 20      |
| 21  | 24 | Piercarlo Ghinzani | Osella-Alfa Romeo     | 1'54"546 | 21      |
| 22  | 9  | Philippe Alliot    | RAM-Hart              | 1'55"505 | 22      |
| 23  | 30 | Jo Gartner         | Osella-Alfa Romeo     | 1'55"594 | 23      |
| 24  | 21 | Huub Rothengatter  | Spirit-Hart           | 1'56"112 | 24      |
| 25  | 10 | Jonathan Palmer    | RAM-Hart              | 1'56"797 | 25      |
| 26  | 3  | Stefan Johansson   | Tyrrell-Ford Cosworth | 1'59"461 | 26      |
| NQ  | 4  | Mike Thackwell     | Tyrrell-Ford Cosworth | 1'59"516 | NQ      |

## Gara

### Resoconto
Prima della partenza, per un problema alla pompa dell'olio, Alain Prost dovette sostituire la sua monoposto e affidarsi al muletto, che era stato preparato per Lauda.
Al via il francese fu prudente e venne passato da Elio De Angelis, mentre riuscì a difendersi dall'attacco di Derek Warwick. Nel corso del primo giro Prost cercò di passare De Angelis, mentre un errore di Warwick permise a Nelson Piquet di superare il britannico. Seguivano Tambay, Senna, Alboreto e Lauda. Nel secondo giro Senna sorpassò Tambay, che soffriva di un problema al motore. Nel seguito Alboreto cedette due posizioni, a Lauda e Fabi.
Al quarto giro Lauda prese un'altra posizione, passando Tambay. Al giro 5 terminò la gara per Ayrton Senna, che subì il distacco dell'alettone posteriore della sua Toleman, uscendo di pista alla Ostkurve. Tre giri dopo arrivò il momento del ritiro anche per Elio De Angelis, tradito dalla rottura di un pistone. Prost si trovò a comandare per pochi metri, in quanto Piquet lo passò alla terza chicane. Alboreto fu costretto, nel frattempo, a una lunga sosta ai box, per un problema al pescaggio della benzina.
Al giro 9 Niki Lauda passò Warwick, ottenendo la terza piazza. Il pilota della Renault venne, nello stesso giro, superato anche da Keke Rosberg. Il finlandese fu costretto all'abbandono, poco dopo, per un problema all'impianto elettrico. La classifica vedeva sempre in testa Nelson Piquet, davanti al duo della McLaren Prost-Lauda, poi Warwick, Fabi, Tambay, Mansell e Arnoux.
Improvvisamente, al ventiduesimo giro, un problema al cambio della sua Brabham costrinse Piquet a rallentare, e a farsi passare dai due piloti della McLaren. Nel giro seguente il brasiliano fu costretto alla sosta ai box e al ritiro. Piquet, arrivato, ai box, chiese prima il cambio degli pneumatici, spegnendo poi il motore.
Al ventisettesimo passaggio René Arnoux, con l'unica Ferrari rimasta in gara, cambiò gli pneumatici, restando settimo. Al giro 29 si ritirò anche l'altro pilota della Brabham Teo Fabi. Nei giri successivi Prost portò a 6 secondi il vantaggio su Lauda, ma temeva che, un pezzo di polietilene ficcatosi nel musetto della monoposto, potesse danneggiare la presa d'aria della sua vettura. Al giro 34 Nigel Mansell passò Tambay, mentre tre giri dopo un errore di guida di François Hesnault permise al suo compagno di team Andrea De Cesaris di prendergli la settima piazza. Il francese, il giro dopo, riprese la posizione all'italiano, che prevalse definitivamente al giro 41.
Alain Prost conquistò la sua tredicesima vittoria, precedendo Niki Lauda e Derek Warwick.

### Risultati
I risultati del gran premio furono i seguenti:
| Pos | Nº | Pilota             | Costruttore           | Giri | Tempo/Ritiro       | Pos. Griglia | Punti |
| --- | -- | ------------------ | --------------------- | ---- | ------------------ | ------------ | ----- |
| 1   | 7  | Alain Prost        | McLaren-TAG Porsche   | 44   | 1h24'43"210        | 1            | 9     |
| 2   | 8  | Niki Lauda         | McLaren-TAG Porsche   | 44   | + 3"149            | 7            | 6     |
| 3   | 16 | Derek Warwick      | Renault               | 44   | + 36"423           | 3            | 4     |
| 4   | 12 | Nigel Mansell      | Lotus-Renault         | 44   | + 51"663           | 16           | 3     |
| 5   | 15 | Patrick Tambay     | Renault               | 44   | + 1'11"949         | 4            | 2     |
| 6   | 28 | René Arnoux        | Ferrari               | 43   | + 1 giro           | 10           | 1     |
| 7   | 26 | Andrea De Cesaris  | Ligier-Renault        | 43   | + 1 giro           | 11           |       |
| 8   | 25 | François Hesnault  | Ligier-Renault        | 43   | + 1 giro           | 17           |       |
| SQ  | 3  | Stefan Johansson   | Tyrrell-Ford Cosworth | 42   | Squalificato       | 26           |       |
| 9   | 21 | Huub Rothengatter  | Spirit-Hart           | 40   | + 4 giri           | 24           |       |
| Rit | 14 | Manfred Winkelhock | ATS-BMW               | 31   | Cambio             | 13           |       |
| Rit | 23 | Eddie Cheever      | Alfa Romeo            | 29   | Motore             | 18           |       |
| Rit | 2  | Teo Fabi           | Brabham-BMW           | 28   | Turbo              | 8            |       |
| Rit | 1  | Nelson Piquet      | Brabham-BMW           | 23   | Cambio             | 5            |       |
| Rit | 22 | Riccardo Patrese   | Alfa Romeo            | 16   | Alimentazione      | 20           |       |
| Rit | 24 | Piercarlo Ghinzani | Osella-Alfa Romeo     | 14   | Problemi elettrici | 21           |       |
| Rit | 30 | Jo Gartner         | Osella-Alfa Romeo     | 13   | Turbo              | 23           |       |
| Rit | 27 | Michele Alboreto   | Ferrari               | 13   | Motore             | 6            |       |
| Rit | 10 | Jonathan Palmer    | RAM-Hart              | 11   | Turbo              | 25           |       |
| Rit | 6  | Keke Rosberg       | Williams-Honda        | 10   | Problemi elettrici | 19           |       |
| Rit | 5  | Jacques Laffite    | Williams-Honda        | 10   | Motore             | 12           |       |
| Rit | 18 | Thierry Boutsen    | Arrows-BMW            | 8    | Motore             | 15           |       |
| Rit | 11 | Elio De Angelis    | Lotus-Renault         | 8    | Turbo              | 2            |       |
| Rit | 9  | Philippe Alliot    | RAM-Hart              | 7    | Surriscaldamento   | 22           |       |
| Rit | 19 | Ayrton Senna       | Toleman-Hart          | 4    | Ala posteriore     | 9            |       |
| Rit | 17 | Marc Surer         | Arrows-BMW            | 1    | Turbo              | 14           |       |
| NQ  | 4  | Mike Thackwell     | Tyrrell-Ford Cosworth |      |                    |              |       |

## Classifiche

### Piloti
| Pos. | Pilota             | Punti |
| ---- | ------------------ | ----- |
| 1    | Alain Prost        | 44,5  |
| 2    | Niki Lauda         | 39    |
| 3    | Elio De Angelis    | 29    |
| 4    | René Arnoux        | 25    |
| 5    | Derek Warwick      | 23    |
| 6    | Keke Rosberg       | 20,5  |
| 7    | Nelson Piquet      | 18    |
| 8    | Michele Alboreto   | 11,5  |
| 9    | Patrick Tambay     | 10    |
| 10   | Ayrton Senna       | 9     |
| 11   | Nigel Mansell      | 9     |
| 12   | Jacques Laffite    | 5     |
| 13   | Teo Fabi           | 4     |
| 14   | Eddie Cheever      | 3     |
| 15   | Riccardo Patrese   | 3     |
| 16   | Andrea De Cesaris  | 3     |
| 17   | Thierry Boutsen    | 3     |
| 18   | Piercarlo Ghinzani | 2     |

### Costruttori
| Pos. | Team                 | Punti |
| ---- | -------------------- | ----- |
| 1    | McLaren-TAG Porsche  | 83,5  |
| 2    | Lotus-Renault        | 38    |
| 3    | Ferrari              | 36,5  |
| 4    | Renault              | 33    |
| 5    | Williams-Honda       | 25,5  |
| 6    | Brabham-BMW          | 22    |
| 7    | Toleman-Hart         | 9     |
| 8    | Alfa Romeo           | 6     |
| 9    | Ligier-Renault       | 3     |
| 10   | Arrows-Ford Cosworth | 3     |
| 11   | Osella-Alfa Romeo    | 2     |

## Decisioni della FISA
La squalifica della Tyrrell venne confermata dal Tribunale d'Appello della FISA, dopo una riunione del 29 agosto. La scuderia venne esclusa dai successivi gran premi.
Il 9 ottobre la FISA decise di rideterminare le classifiche di tutte le gare, fino a quel momento disputate, facendo scalare in graduatoria tutti i piloti classificatisi alle spalle dei piloti della Tyrrell. Ciò non portò a una redistribuzione dei punti, per questa gara, in quanto Stefan Johansson era giunto ottavo, mentre, l'altro pilota della scuderia, Mike Thackwell, non si era qualificato.